# (33842) 2000 GN79
2000 GN79 (asteroide 33842) é um asteroide da cintura principal. Possui uma excentricidade de 0.20634180 e uma inclinação de 2.14480º.
Este asteroide foi descoberto no dia 5 de abril de 2000 por LINEAR em Socorro.